# Сьценне
Сьценне (пол. Ścienne, нім. Zeinicke) — село в Польщі, у гміні Інсько Старгардського повіту Західнопоморського воєводства.
Населення — 384 особи (2011).
У 1975-1998 роках село належало до Щецинського воєводства.

## Демографія
Демографічна структура станом на 31 березня 2011 року:
|          | Загалом | Допрацездатний вік | Працездатний вік | Постпрацездатний вік |
| -------- | ------- | ------------------ | ---------------- | -------------------- |
| Чоловіки | 188     | 40                 | 125              | 23                   |
| Жінки    | 196     | 50                 | 108              | 38                   |
| Разом    | 384     | 90                 | 233              | 61                   |